# Radeon 300
A série Radeon 300 é uma série de processadores gráficos desenvolvidos pela AMD. Todas as GPUs da série são produzidas no formato de 28 nm e usam a microarquitetura Graphics Core Next (GCN).
A série inclui as matrizes de GPU Fiji e Tonga baseadas na arquitetura GCN 3 ou "Volcanic Islands" da AMD, que foi originalmente introduzida com o R9 285 baseado em Tonga (embora reduzido) um pouco antes. Algumas das placas da série incluem o carro-chefe baseado em Fiji AMD Radeon R9 Fury X, Radeon R9 Fury reduzido e fator de forma pequeno Radeon R9 Nano, que são as primeiras GPUs a aposentar a tecnologia High Bandwidth Memory (HBM), que a AMD co-desenvolveu em parceria com a SK Hynix. A HBM é mais rápida e mais eficiente em termos de energia do que a memória GDDR5, embora também seja mais cara. No entanto, as GPUs restantes na série fora da R9 380 e R9 380X baseadas em Tonga são baseadas em GPUs da geração anterior com gerenciamento de energia revisado e, portanto, apresentam apenas memória GDDR5 (algo que o Tonga também faz). As placas da série Radeon 300, incluindo o R9 390X, foram lançadas em 18 de junho de 2015. O dispositivo principal, o Radeon R9 Fury X, foi lançado em 24 de junho de 2015, com a variante de GPU dupla, o Radeon Pro Duo, sendo lançado em 26 de abril de 2016.

## Microarquitetura e conjunto de instruções
A R9 380/X junto com a série R9 Fury & Nano foram as primeiras placas da AMD (depois da R9 285 anterior) a usar a terceira iteração de seu conjunto de instruções GCN e microarquitetura. As outras placas da série apresentam iterações de primeira e segunda geração do GCN. A tabela abaixo detalha a qual geração GCN cada chip pertence.

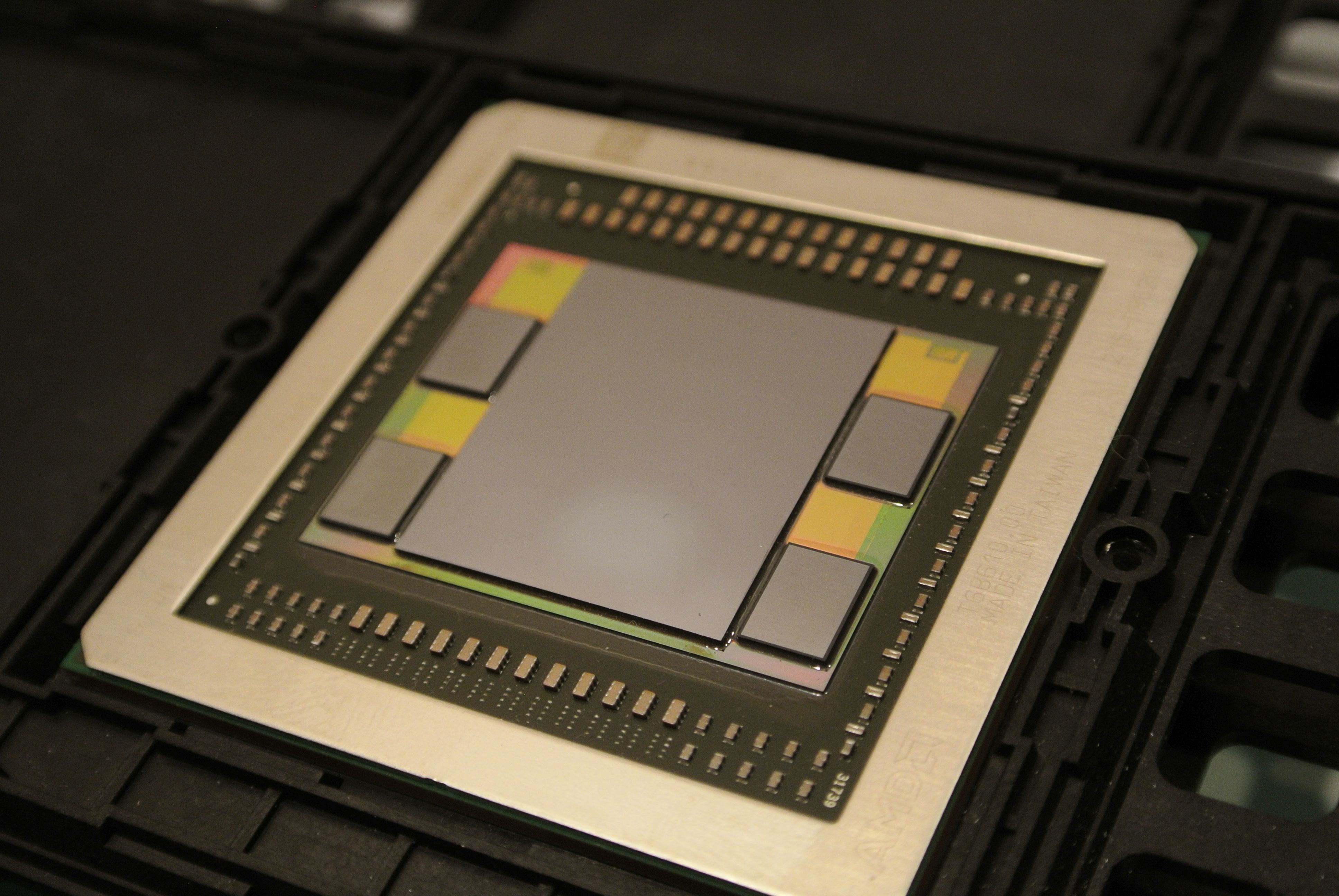
AMD Fiji com HBM.

## ASICs auxiliares
Quaisquer ASICs auxiliares presentes nos chips estão sendo desenvolvidos independentemente da arquitetura principal e possuem seus próprios esquemas de nome de versão.

### Suporta a vários monitores
Os controladores de exibição on-die AMD Eyefinity foram introduzidos em setembro de 2009 na série Radeon HD 5000 e estão presentes em todos os produtos desde então.

### AMD TrueAudio
O AMD TrueAudio foi introduzido com o AMD Radeon Rx 200 Series, mas só pode ser encontrado nas matrizes da GCN de 2ª geração e produtos posteriores.

### Aceleração de vídeo
O núcleo SIP da AMD para aceleração de vídeo, Unified Video Decoder e Video Coding Engine, são encontrados em todas as GPUs e são suportados pelo AMD Catalyst e pelo driver de dispositivo gráfico gratuito e de código aberto.

### Limitador de quadro
Um novo recurso da linha permite que os usuários reduzam o consumo de energia ao não renderizar quadros desnecessários. É configurável pelo usuário.

### LiquidVR support
LiquidVR é uma tecnologia que melhora a suavidade da realidade virtual. O objetivo é reduzir a latência entre os hardwares para que o hardware possa acompanhar o movimento da cabeça do usuário, eliminando o enjoo. Um foco particular está nas configurações de GPU dupla, onde cada GPU agora renderiza para um olho individualmente da tela.

### Virtual super resolution support
Originalmente introduzido com as placas gráficas das séries R9 285 e R9 290 da geração anterior, esse recurso permite que os usuários executem jogos com maior qualidade de imagem renderizando quadros em resolução nativa acima. Cada quadro é reduzido para a resolução nativa. Este processo é uma alternativa ao supersampling que não é suportado por todos os jogos. A super resolução virtual é semelhante à super resolução dinâmica, um recurso disponível nas placas gráficas nVidia concorrentes, mas troca flexibilidade por maior desempenho.

### OpenCL (API)
O OpenCL acelera muitos pacotes de software científicos contra a CPU até o fator 10 ou 100 e mais. Open CL 1.0 a 1.2 são suportados para todos os chips com arquitetura Terascale e GCN. OpenCL 2.0 é suportado com GCN 2nd Gen. e superior. Para OpenCL 2.1 e 2.2, somente atualizações de driver são necessárias com placas compatíveis com OpenCL 2.0.

### Vulkan (API)
A API Vulkan 1.0 é compatível com todas as placas de arquitetura GCN. Vulkan 1.2 requer GCN 2nd gen ou superior com os drivers Adrenalin 20.1 e Linux Mesa 20.0 e mais recentes.

## Tabela de chipsets

### Modelos de desktop
| Modelo (Codinome)              | Data de lançamento e preço      | Arquitetura Fab     | Transistores e Tamanho da matriz | Core           | Core             | Taxa de preenchimento | Taxa de preenchimento | Poder de processamento (GFLOPS) | Poder de processamento (GFLOPS) | Memória        | Memória                      | Memória      | Memória                 | TBP     | Interface de barramento |
| Modelo (Codinome)              | Data de lançamento e preço      | Arquitetura Fab     | Transistores e Tamanho da matriz | Config         | Clock (MHz)      | Textura (GT/s)        | Pixel (GP/s)          | Single                          | Double                          | Tamanho (MiB)  | Tipo e largura do barramento | Clock (MT/s) | Largura de banda (GB/s) | TBP     | Interface de barramento |
| ------------------------------ | ------------------------------- | ------------------- | -------------------------------- | -------------- | ---------------- | --------------------- | --------------------- | ------------------------------- | ------------------------------- | -------------- | ---------------------------- | ------------ | ----------------------- | ------- | ----------------------- |
| Radeon R5 330 (Oland Pro)      | 6 de maio de 2015 OEM           | GCN 1st gen (28 nm) | 1040×106 90 mm2                  | 320:20:8       | Desconhecido 855 | 17.1                  | 6.84                  | 547.2                           | 34.2                            | 1024 2048      | DDR3 128-bit                 | 1800         | 28.8                    | 30      | PCIe 3.0 ×16            |
| Radeon R5 340 (Oland XT)       | 6 de maio de 2015 OEM           | GCN 1st gen (28 nm) | 1040×106 90 mm2                  | 384:24:8       | Desconhecido 825 | 19.8                  | 6.6                   | 633.6                           | 39.6                            | 1024 2048      | DDR3 GDDR5 128-bit           | 1800 4500    | 28.8 72                 | 75      | PCIe 3.0 ×16            |
| Radeon R7 340 (Oland XT)       | 6 de maio de 2015 OEM           | GCN 1st gen (28 nm) | 1040×106 90 mm2                  | 384:24:8       | 730 780          | 17.5 18.7             | 5.8 6.2               | 560.6 599                       | 32.7 35                         | 1024 2048 4096 | DDR3 GDDR5 128-bit           | 1800 4500    | 28.8 72                 | 75      | PCIe 3.0 ×16            |
| Radeon R5 340X (Oland XT)      | 5 de maio de 2015 OEM           | GCN 1st gen (28 nm) | 1040×106 90 mm2                  | 384:24:8       | 1050             | 25.2                  | 8.4                   | 806                             | 50.4                            | 2048           | DDR3 64-bit                  | 2000         | 16                      | 30      | PCIe 3.0 ×16            |
| Radeon R7 350 (Oland XT)       | 6 de maio de 2015 OEM           | GCN 1st gen (28 nm) | 1040×106 90 mm2                  | 384:24:8       | 1000 1050        | 24 25.2               | 8 8.4                 | 768 806.4                       | 48 50.4                         | 1024 2048      | DDR3 GDDR5 128-bit           | 1800 4500    | 28.8 72                 | 75      | PCIe 3.0 ×16            |
| Radeon R7 350 (Cape Verde XTL) | fevereiro de 2016 $89 USD       | GCN 1st gen (28 nm) | 1500×106 123 mm2                 | 512:32:16      | 925              | 29.6                  | 14.8                  | 947.2                           | 59.2                            | 2048           | GDDR5 128-bit                | 4500         | 72                      | 75      | PCIe 3.0 ×16            |
| Radeon R7 350X (Oland XT)      | 5 de maio de 2015 OEM           | GCN 1st gen (28 nm) | 1040×106 90 mm2                  | 384:24:8       | 1050             | 25.2                  | 8.4                   | 806                             | 50.4                            | 4096           | DDR3 128-bit                 | 2000         | 32                      | 30      | PCIe 3.0 ×16            |
| Radeon R7 360 (Bonaire Pro)    | 18 de junho de 2015 $109 USD    | GCN 2nd gen (28 nm) | 2080×106 160 mm2                 | 768:48:16      | 1050             | 50.4                  | 16.8                  | 1612.8                          | 100.8                           | 2048           | GDDR5 128-bit                | 6500         | 104                     | 100     | PCIe 3.0 ×16            |
| Radeon R9 360 (Bonaire Pro)    | 6 de maio de 2015 OEM           | GCN 2nd gen (28 nm) | 2080×106 160 mm2                 | 768:48:16      | 1000 1050        | 48 50.4               | 16 16.8               | 1536 1612.8                     | 96 100.8                        | 2048           | GDDR5 128-bit                | 6500         | 104                     | 85      | PCIe 3.0 ×16            |
| Radeon R7 370 (Pitcairn Pro)   | 18 de junho de 2015 $149 USD    | GCN 1st gen (28 nm) | 2800×106 212 mm2                 | 1024:64:32     | 975              | 62.4                  | 31.2                  | 1996.8                          | 124.8                           | 2048 4096      | GDDR5 256-bit                | 5600         | 179.2                   | 110     | PCIe 3.0 ×16            |
| Radeon R9 370 (Pitcairn Pro)   | 6 de maio de 2015 OEM           | GCN 1st gen (28 nm) | 2800×106 212 mm2                 | 1024:64:32     | 950 975          | 60.8 62.4             | 30.4 31.2             | 1945.6 1996.8                   | 121.6 124.8                     | 2048 4096      | GDDR5 256-bit                | 5600         | 179.2                   | 150     | PCIe 3.0 ×16            |
| Radeon R9 370X (Pitcairn XT)   | 27 de agosto de 2015 $179 USD   | GCN 1st gen (28 nm) | 2800×106 212 mm2                 | 1280:80:32     | 1000             | 80                    | 32                    | 2560                            | 160                             | 2048 4096      | GDDR5 256-bit                | 5600         | 179.2                   | 185     | PCIe 3.0 ×16            |
| Radeon R9 380 (Tonga Pro)      | 6 de maio de 2015 OEM           | GCN 3rd gen (28 nm) | 5000×106 359 mm2                 | 1792:112:32    | 918              | 102.8                 | 29.4                  | 3290                            | 206.6                           | 4096           | GDDR5 256-bit                | 5500         | 176                     | 190     | PCIe 3.0 ×16            |
| Radeon R9 380 (Tonga Pro)      | 18 de junho de 2015 $199 USD    | GCN 3rd gen (28 nm) | 5000×106 359 mm2                 | 1792:112:32    | 970              | 108.6                 | 31.0                  | 3476.5                          | 217.3                           | 2048 4096      | GDDR5 256-bit                | 5700         | 182.4                   | 190     | PCIe 3.0 ×16            |
| Radeon R9 380X (Tonga XT)      | 19 de novembro de 2015 $229 USD | GCN 3rd gen (28 nm) | 5000×106 359 mm2                 | 2048:128:32    | 970              | 124.2                 | 31.0                  | 3973.1                          | 248.3                           | 4096           | GDDR5 256-bit                | 5700         | 182.4                   | 190     | PCIe 3.0 ×16            |
| Radeon R9 390 (Grenada Pro)    | 18 de junho de 2015 $329 USD    | GCN 2nd gen (28 nm) | 6200×106 438 mm2                 | 2560:160:64    | 1000             | 160                   | 64                    | 5120                            | 640                             | 8192           | GDDR5 512-bit                | 6000         | 384                     | 275     | PCIe 3.0 ×16            |
| Radeon R9 390X (Grenada XT)    | 18 de junho de 2015 $429 USD    | GCN 2nd gen (28 nm) | 6200×106 438 mm2                 | 2816:176:64    | 1050             | 184.8                 | 67.2                  | 5913.6                          | 739.2                           | 8192           | GDDR5 512-bit                | 6000         | 384                     | 275     | PCIe 3.0 ×16            |
| Radeon R9 Fury (Fiji Pro)      | 14 de julho de 2015 $549 USD    | GCN 3rd gen (28 nm) | 8900×106 596 mm2                 | 3584:224:64    | 1000             | 224                   | 64                    | 7168                            | 448                             | 4096           | HBM 4096-bit                 | 1000         | 512                     | 275     | PCIe 3.0 ×16            |
| Radeon R9 Nano (Fiji XT)       | 27 de agosto de 2015 $649 USD   | GCN 3rd gen (28 nm) | 8900×106 596 mm2                 | 4096:256:64    | 1000             | 256                   | 64                    | 8192                            | 512                             | 4096           | HBM 4096-bit                 | 1000         | 512                     | 175     | PCIe 3.0 ×16            |
| Radeon R9 Fury X (Fiji XT)     | 24 de junho de 2015 $649 USD    | GCN 3rd gen (28 nm) | 8900×106 596 mm2                 | 4096:256:64    | 1050             | 268.8                 | 67.2                  | 8601.6                          | 537.6                           | 4096           | HBM 4096-bit                 | 1000         | 512                     | 275     | PCIe 3.0 ×16            |
| Radeon Pro Duo (Fiji XT)       | 26 de abril de 2016 $1499 USD   | GCN 3rd gen (28 nm) | 2× 8900×106 2× 596 mm2           | 2× 4096:256:64 | 1000             | 512                   | 128                   | 16384                           | 1024                            | 2× 4096        | HBM 4096-bit                 | 1000         | 2× 512                  | 350     | PCIe 3.0 ×16            |
| Modelo (Codinome)              | Data de lançamento e preço      | Arquitetura Fab     | Transistores e Tamanho da matriz | Config         | Clock (MHz)      | Textura (GT/s)        | Pixel (GP/s)          | Single                          | Double                          | Tamanho (MiB)  | Tipo e largura do barramento | Clock (MT/s) | Largura de banda (GB/s) | TBP (W) | Interface de barramento |
| Modelo (Codinome)              | Data de lançamento e preço      | Arquitetura Fab     | Transistores e Tamanho da matriz | Core           | Core             | Taxa de preenchimento | Taxa de preenchimento | Poder de processamento (GFLOPS) | Poder de processamento (GFLOPS) | Memória        | Memória                      | Memória      | Memória                 | TBP (W) | Interface de barramento |

1. 1 2 3 4 5 6  Valores de boost (se disponíveis) são indicados abaixo do valor base em itálico.
2. 1 2  A taxa de preenchimento da textura é calculada como o número de Unidades de mapeamento de textura multiplicado pela velocidade básica (ou boost) do clock do núcleo.
3. 1 2  A taxa de preenchimento de pixel é calculada como o número de Unidades de saída de renderização multiplicado pela velocidade de clock base (ou boost) do núcleo.
4. 1 2  O desempenho de precisão é calculado a partir da velocidade básica (ou boost) do clock do núcleo com base em uma operação FMA. O desempenho de precisão dupla das placas Hawaii é 1/8 do desempenho de precisão única, para o outro é 1/16 desempenho de precisão.
5. 1 2  Shaders Unificados: Unidades de Mapeamento de Textura: Unidades de Saída de Renderização
6. ↑  O R9 380 utiliza compactação de cores sem perdas, o que pode aumentar o desempenho efetivo da memória (em relação aos cartões GCN de 1ª geração e 2ª geração) em determinadas situações.[carece de fontes?]

### Modelos mobile
| Modelo (Codinome)             | Lançamento    | Arquitetura (Fab)   | Core        | Core              | Taxa de preenchimento | Taxa de preenchimento | Poder de processamento (GFLOPS) | Memória       | Memória                      | Memória      | Memória                 | TDP          |
| Modelo (Codinome)             | Lançamento    | Arquitetura (Fab)   | Config      | Clock (MHz)       | Textura (GT/s)        | Pixel (GP/s)          | Poder de processamento (GFLOPS) | Tamanho (GiB) | Tipo e largura do barramento | Clock (MT/s) | Largura de banda (GB/s) | TDP          |
| ----------------------------- | ------------- | ------------------- | ----------- | ----------------- | --------------------- | --------------------- | ------------------------------- | ------------- | ---------------------------- | ------------ | ----------------------- | ------------ |
| Radeon R5 M330 (Exo Pro)      | 2015          | GCN 1st gen (28 nm) | 320:20:8    | Desconhecido 1030 | 8.2                   | 20.6                  | 659.2                           | 2 4           | DDR3 64-bit                  | 1800 2000    | 14.4 16                 | 18 W         |
| Radeon R5 M335 (Exo Pro)      | 2015          | GCN 1st gen (28 nm) | 320:20:8    | Desconhecido 1070 | 8.6                   | 21.4                  | 684.8                           | 2 4           | DDR3 64-bit                  | 2200         | 17.6                    | Desconhecido |
| Radeon R7 M360 (Meso XT)      | 2015          | GCN 1st gen (28 nm) | 384:24:8    | Desconhecido 1125 | 9                     | 27                    | 864                             | 2 4           | DDR3 64-bit                  | 2000         | 16                      | Desconhecido |
| Radeon R9 M365X (Strato Pro)  | 2015          | GCN 1st gen (28 nm) | 640:40:16   | Desconhecido 925  | 14.8                  | 37                    | 1184                            | 4             | GDDR5 128-bit                | 4500         | 72                      | 50 W         |
| Radeon R9 M370X (Strato Pro)  | maio de 2015  | GCN 1st gen (28 nm) | 640:40:16   | 800               | 12.8                  | 32                    | 1024                            | 2             | GDDR5 128-bit                | 4500         | 72                      | 40-45 W      |
| Radeon R9 M375 (Strato Pro)   | 2015          | GCN 1st gen (28 nm) | 640:40:16   | Desconhecido 1015 | 16.2                  | 40.6                  | 1299.2                          | 4             | GDDR5 128-bit                | 4400         | 35.2                    | Desconhecido |
| Radeon R9 M375X (Strato Pro)  | 2015          | GCN 1st gen (28 nm) | 640:40:16   | Desconhecido 1015 | 16.2                  | 40.6                  | 1299.2                          | 4             | GDDR5 128-bit                | 4500         | 72                      | Desconhecido |
| Radeon R9 M380 (Strato Pro)   | 2015          | GCN 1st gen (28 nm) | 640:40:16   | Desconhecido 900  | 14.4                  | 36                    | 1152                            | 4             | GDDR5 128-bit                | 6000         | 96                      | Desconhecido |
| Radeon R9 M385X (Strato)      | 2015          | GCN 2nd gen (28 nm) | 896:56:16   | Desconhecido 1100 | 17.6                  | 61.6                  | 1971.2                          | 4             | GDDR5 128-bit                | 6000         | 96                      | ~75 W        |
| Radeon R9 M390 (Pitcairn)     | junho de 2015 | GCN 1st gen (28 nm) | 1024:64:32  | Desconhecido 958  | 30.7                  | 61.3                  | 1962                            | 2             | GDDR5 256-bit                | 5460         | 174.7                   | ~100 W       |
| Radeon R9 M390X (Amethyst XT) | 2015          | GCN 3rd gen (28 nm) | 2048:128:32 | Desconhecido 723  | 23.1                  | 92.5                  | 2961.4                          | 4             | GDDR5 256-bit                | 5000         | 160                     | 125 W        |
| Radeon R9 M395 (Amethyst Pro) | 2015          | GCN 3rd gen (28 nm) | 1792:112:32 | Desconhecido 834  | 26.6                  | 93.4                  | 2989.0                          | 2             | GDDR5 256-bit                | 5460         | 174.7                   | 125 W        |
| Radeon R9 M395X Amethyst XT)  | 2015          | GCN 3rd gen (28 nm) | 2048:128:32 | Desconhecido 909  | 29.1                  | 116.3                 | 3723.3                          | 4             | GDDR5 256-bit                | 5460         | 174.7                   | 125 W        |

1. 1 2 3  Valores de boost (se disponíveis) são indicados abaixo do valor base em itálico.
2. ↑  A taxa de preenchimento da textura é calculada como o número de Unidades de mapeamento de textura multiplicado pela velocidade básica (ou boost) do clock do núcleo.
3. ↑  A taxa de preenchimento de pixel é calculada como o número de Unidades de saída de renderização multiplicado pela velocidade de clock base (ou boost) do núcleo.
4. ↑  O desempenho de precisão é calculado a partir da velocidade básica (ou boost) do clock do núcleo com base em uma operação FMA.
5. ↑  Shaders Unificados: Unidades de Mapeamento de Textura: Unidades de Saída de Renderização

## Tabela de recursos Radeon
A tabela a seguir mostra os recursos das GPUs da AMD / ATI (consulte também: Lista de unidades de processamento gráfico da AMD).
| Lançamento                   | 1986                        | 1991                       | Abril 1996                 | Março 1997                 | Agosto 1998                | Abril 2000                 | Agosto 2001                              | Setembro 2002                            | Maio 2004                                | Outubro 2005                             | Maio 2007                        | Novembro 2007                    | Junho 2008                       | Setembro 2009                                           | Outubro 2010                                                               | Janeiro 2012                                            | Setembro 2013 | Junho 2015 | Junho 2016, Abril 2017, Agosto 2019                                                                                  | Junho 2017, Fevereiro 2019                                                                                           | Julho 2019                                                                                          | Novembro 2020                                                                                       | Dezembro 2022                      |       |       |       |
| Nome de marketing            | Wonder                      | Mach                       | 3D Rage                    | Rage Pro                   | Rage 128                   | Radeon 7000                | Radeon 8000                              | Radeon 9000                              | Radeon X700/X800                         | Radeon X1000                             | Radeon HD 2000                   | Radeon HD 3000                   | Radeon HD 4000                   | Radeon HD 5000                                          | Radeon HD 6000                                                             | Radeon HD 7000                                          | Radeon 200 | Radeon 300 | Radeon 400/500/600                                                                                                   | Radeon RX Vega, Radeon VII                                                                                           | Radeon RX 5000                                                                                      | Radeon RX 6000                                                                                      | Radeon RX 7000                     |       |       |       |
| Suporte AMD                  | Terminou                    | Terminou                   | Terminou                   | Terminou                   | Terminou                   | Terminou                   | Terminou                                 | Terminou                                 | Terminou                                 | Terminou                                 | Terminou                         | Terminou                         | Terminou                         | Terminou                                                | Terminou                                                                   | Terminou                                                | Terminou | Terminou | Atual | Atual | Atual                                                                                               | Atual                                                                                               | Atual                              | Atual | Atual | Atual |
| Tipo                         | 2D                          | 2D                         | 3D                         | 3D                         | 3D                         | 3D                         | 3D                                       | 3D                                       | 3D                                       | 3D                                       | 3D                               | 3D                               | 3D                               | 3D                                                      | 3D                                                                         | 3D                                                      | 3D | 3D | 3D | 3D | 3D                                                                                                  | 3D                                                                                                  | 3D                                 |       |       |       |
| Conjunto de instruções       | Não conhecido publicamente  | Não conhecido publicamente | Não conhecido publicamente | Não conhecido publicamente | Não conhecido publicamente | Não conhecido publicamente | Não conhecido publicamente               | Não conhecido publicamente               | Não conhecido publicamente               | Não conhecido publicamente               | Conjunto de instruções TeraScale | Conjunto de instruções TeraScale | Conjunto de instruções TeraScale | Conjunto de instruções TeraScale                        | Conjunto de instruções TeraScale                                           | Conjunto de instruções GCN                              | Conjunto de instruções GCN                                                                                           | Conjunto de instruções GCN                                                                                           | Conjunto de instruções GCN                                                                                           | Conjunto de instruções GCN                                                                                           | Conjunto de instruções RDNA                                                                         | Conjunto de instruções RDNA                                                                         | Conjunto de instruções RDNA        |       |       |       |
| Microarquitetura             | Não conhecido publicamente  | Não conhecido publicamente | Não conhecido publicamente | Não conhecido publicamente | Não conhecido publicamente | Não conhecido publicamente | Não conhecido publicamente               | Não conhecido publicamente               | Não conhecido publicamente               | Não conhecido publicamente               | TeraScale 1 (VLIW)               | TeraScale 1 (VLIW)               | TeraScale 1 (VLIW)               | TeraScale 2 (VLIW5)                                     | \| TeraScale 2 (VLIW5) até 68xx \| TeraScale 3 (VLIW4) em 69xx [31][32] \| | GCN 1st gen                                             | GCN 2nd gen | GCN 3rd gen | GCN 4th gen | GCN 5th gen | RDNA                                                                                                | RDNA 2                                                                                              | RDNA 3                             |       |       |       |
| Tipo                         | Pipieline fixo              | Pipieline fixo             | Pipieline fixo             | Pipieline fixo             | Pipieline fixo             | Pipieline fixo             | Pipelies de pixel e vértice programáveis | Pipelies de pixel e vértice programáveis | Pipelies de pixel e vértice programáveis | Pipelies de pixel e vértice programáveis | Modelo de shader unificado       | Modelo de shader unificado       | Modelo de shader unificado       | Modelo de shader unificado                              | Modelo de shader unificado                                                 | Modelo de shader unificado                              | Modelo de shader unificado                                                                                           | Modelo de shader unificado                                                                                           | Modelo de shader unificado                                                                                           | Modelo de shader unificado                                                                                           | Modelo de shader unificado                                                                          | Modelo de shader unificado                                                                          | Modelo de shader unificado         |       |       |       |
| Direct3D                     | —                           | —                          | 5.0                        | 6.0                        | 6.0                        | 7.0                        | 8.1                                      | 9.0 11 (9_2)                             | 9.0b 11 (9_2)                            | 9.0c 11 (9_3)                            | 10.0 11 (10_0)                   | 10.1 11 (10_1)                   | 10.1 11 (10_1)                   | 11 (11_0)                                               | 11 (11_0)                                                                  | 11 (11_1) 12 (11_1)                                     | 11 (12_0) 12 (12_0)                                                                                                  | 11 (12_0) 12 (12_0)                                                                                                  | 11 (12_0) 12 (12_0)                                                                                                  | 11 (12_1) 12 (12_1)                                                                                                  | 11 (12_1) 12 (12_1)                                                                                 | 11 (12_1) 12 (12_2)                                                                                 | 11 (12_1) 12 (12_2)                |       |       |       |
| Modelo de shader             | —                           | —                          | —                          | —                          | —                          | —                          | 1.4                                      | 2.0+                                     | 2.0b                                     | 3.0                                      | 4.0                              | 4.1                              | 4.1                              | 5.0                                                     | 5.0                                                                        | 5.1                                                     | 5.1 6.5 | 5.1 6.5 | 5.1 6.5 | 6.7 | 6.7                                                                                                 | 6.7                                                                                                 | 6.7                                |       |       |       |
| OpenGL                       | —                           | —                          | —                          | 1.1                        | 1.2                        | 1.3                        | 1.3                                      | 2.1                                      | 2.1                                      | 2.1                                      | 3.3                              | 3.3                              | 3.3                              | 4.5 (no Linux: 4.5 (Mesa 3D 21.0))                      | 4.5 (no Linux: 4.5 (Mesa 3D 21.0))                                         | 4.6 (no Linux: 4.6 (Mesa 3D 20.0))                      | 4.6 (no Linux: 4.6 (Mesa 3D 20.0))                                                                                   | 4.6 (no Linux: 4.6 (Mesa 3D 20.0))                                                                                   | 4.6 (no Linux: 4.6 (Mesa 3D 20.0))                                                                                   | 4.6 (no Linux: 4.6 (Mesa 3D 20.0))                                                                                   | 4.6 (no Linux: 4.6 (Mesa 3D 20.0))                                                                  | 4.6 (no Linux: 4.6 (Mesa 3D 20.0))                                                                  | 4.6 (no Linux: 4.6 (Mesa 3D 20.0)) |       |       |       |
| Vulkan                       | —                           | —                          | —                          | —                          | —                          | —                          | —                                        | —                                        | —                                        | —                                        | —                                | —                                | —                                | —                                                       | —                                                                          | 1.0 (Win 7+ ou Mesa 17+)                                | 1.2 (Adrenalin 20.1.2, Linux Mesa 3D 20.0) 1.3 (GCN 4 e superior (com Adrenalin 22.1.2, Mesa 22.0))                  | 1.2 (Adrenalin 20.1.2, Linux Mesa 3D 20.0) 1.3 (GCN 4 e superior (com Adrenalin 22.1.2, Mesa 22.0))                  | 1.2 (Adrenalin 20.1.2, Linux Mesa 3D 20.0) 1.3 (GCN 4 e superior (com Adrenalin 22.1.2, Mesa 22.0))                  | 1.2 (Adrenalin 20.1.2, Linux Mesa 3D 20.0) 1.3 (GCN 4 e superior (com Adrenalin 22.1.2, Mesa 22.0))                  | 1.2 (Adrenalin 20.1.2, Linux Mesa 3D 20.0) 1.3 (GCN 4 e superior (com Adrenalin 22.1.2, Mesa 22.0)) | 1.2 (Adrenalin 20.1.2, Linux Mesa 3D 20.0) 1.3 (GCN 4 e superior (com Adrenalin 22.1.2, Mesa 22.0)) | 1.3                                |       |       |       |
| OpenCL                       | —                           | —                          | —                          | —                          | —                          | —                          | —                                        | —                                        | —                                        | —                                        | Close to Metal                   | Close to Metal                   | 1.1 (sem suporte Mesa 3D)        | 1.2 (no Linux: 1.1 (sem suporte de imagem) com Mesa 3D) | 1.2 (no Linux: 1.1 (sem suporte de imagem) com Mesa 3D)                    | 1.2 (no Linux: 1.1 (sem suporte de imagem) com Mesa 3D) | 2.0 (Adrenalin driver no Win7+) (no Linux: 1.1 (sem suporte de imagem) com Mesa 3D, 2.0 com drivers AMD ou AMD ROCm) | 2.0 (Adrenalin driver no Win7+) (no Linux: 1.1 (sem suporte de imagem) com Mesa 3D, 2.0 com drivers AMD ou AMD ROCm) | 2.0 (Adrenalin driver no Win7+) (no Linux: 1.1 (sem suporte de imagem) com Mesa 3D, 2.0 com drivers AMD ou AMD ROCm) | 2.0 (Adrenalin driver no Win7+) (no Linux: 1.1 (sem suporte de imagem) com Mesa 3D, 2.0 com drivers AMD ou AMD ROCm) | 2.0                                                                                                 | 2.1                                                                                                 | ?                                  |       |       |       |
| HSA / ROCm                   | —                           | —                          | —                          | —                          | —                          | —                          | —                                        | —                                        | —                                        | —                                        | —                                | —                                | —                                | —                                                       | —                                                                          | Yes                                                     | Yes | Yes | Yes | Yes | ?                                                                                                   | ?                                                                                                   | ?                                  |       |       |       |
| Decodificação de vídeo ASIC  | —                           | —                          | —                          | —                          | —                          | —                          | —                                        | —                                        | —                                        | —                                        | Avivo/UVD                        | UVD+                             | UVD 2                            | UVD 2.2                                                 | UVD 3                                                                      | UVD 4                                                   | UVD 4.2 | UVD 5.0 ou 6.0 | UVD 6.3 | UVD 7 | VCN 2.0                                                                                             | VCN 3.0                                                                                             | ?                                  |       |       |       |
| Codificação de vídeo ASIC    | —                           | —                          | —                          | —                          | —                          | —                          | —                                        | —                                        | —                                        | —                                        | —                                | —                                | —                                | —                                                       | —                                                                          | VCE 1.0                                                 | VCE 2.0 | VCE 3.0 or 3.1 | VCE 3.4 | VCE 4.0 | VCN 2.0                                                                                             | VCN 3.0                                                                                             | ?                                  |       |       |       |
| Fluid Motion ASIC            | Não                         | Não                        | Não                        | Não                        | Não                        | Não                        | Não                                      | Não                                      | Não                                      | Não                                      | Não                              | Não                              | Não                              | Não                                                     | Não                                                                        | Não                                                     | Yes | Yes | Yes | Yes | Não                                                                                                 | Não                                                                                                 | ?                                  |       |       |       |
| Economia de energia          | ?                           | ?                          | ?                          | ?                          | ?                          | ?                          | ?                                        | ?                                        | ?                                        | ?                                        | PowerPlay                        | PowerPlay                        | PowerPlay                        | PowerPlay                                               | PowerTune                                                                  | PowerTune & ZeroCore Power                              | PowerTune & ZeroCore Power                                                                                           | PowerTune & ZeroCore Power                                                                                           | PowerTune & ZeroCore Power                                                                                           | PowerTune & ZeroCore Power                                                                                           | ?                                                                                                   | ?                                                                                                   | ?                                  |       |       |       |
| TrueAudio                    | —                           | —                          | —                          | —                          | —                          | —                          | —                                        | —                                        | —                                        | —                                        | —                                | —                                | —                                | —                                                       | —                                                                          | —                                                       | Através de DSP dedicado                                                                                              | Através de DSP dedicado                                                                                              | Através de shaders                                                                                                   | Através de shaders                                                                                                   | Através de shaders                                                                                  | ?                                                                                                   | ?                                  |       |       |       |
| FreeSync                     | —                           | —                          | —                          | —                          | —                          | —                          | —                                        | —                                        | —                                        | —                                        | —                                | —                                | —                                | —                                                       | —                                                                          | —                                                       | 1 2 | 1 2 | 1 2 | 1 2 | 1 2                                                                                                 | 1 2                                                                                                 | ?                                  |       |       |       |
| HDCP                         | ?                           | ?                          | ?                          | ?                          | ?                          | ?                          | ?                                        | ?                                        | ?                                        | ?                                        | ?                                | ?                                | ?                                | ?                                                       | ?                                                                          | ?                                                       | 1.4 | 1.4 | 2.2 | 2.2 | 2.3                                                                                                 | 2.3                                                                                                 | 2.3                                |       |       |       |
| PlayReady                    | —                           | —                          | —                          | —                          | —                          | —                          | —                                        | —                                        | —                                        | —                                        | —                                | —                                | —                                | —                                                       | —                                                                          | —                                                       | — | — | 3.0 | Não | 3.0                                                                                                 | ?                                                                                                   | ?                                  |       |       |       |
| Exibições suportadas         |                             |                            |                            |                            |                            | 1–2                        | 2                                        | 2                                        | 2                                        | 2                                        | 2                                | 2                                | 2                                | 2–6                                                     | 2–6                                                                        | 2–6                                                     | 2–6 | 2–6 | 2–6 | 2–6 | ?                                                                                                   | ?                                                                                                   | ?                                  |       |       |       |
| Máx. resolução               | ?                           | ?                          | ?                          | ?                          | ?                          | ?                          | ?                                        | ?                                        | ?                                        | ?                                        | ?                                | ?                                | ?                                | 2–6 × 2560×1600                                         | 2–6 × 2560×1600                                                            | 2–6 × 4096×2160 @ 30 Hz                                 | 2–6 × 4096×2160 @ 30 Hz                                                                                              | 2–6 × 4096×2160 @ 30 Hz                                                                                              | 2–6 × 5120×2880 @ 60 Hz                                                                                              | 3 × 7680×4320 @ 60 Hz                                                                                                | 7680×4320 @ 60 Hz PowerColor                                                                        | 7680×4320 @ 60 Hz PowerColor                                                                        | ?                                  |       |       |       |
| /drm/radeon                  |                             |                            |                            |                            |                            | Yes                        | Yes                                      | Yes                                      | Yes                                      | Yes                                      | Yes                              | Yes                              | Yes                              | Yes                                                     | Yes                                                                        | Yes                                                     | Yes | — | — | — | —                                                                                                   | —                                                                                                   | ?                                  |       |       |       |
| /drm/amdgpu                  | —                           | —                          | —                          | —                          | —                          | —                          | —                                        | —                                        | —                                        | —                                        | —                                | —                                | —                                | —                                                       | —                                                                          | Experimental                                            | Experimental | Yes | Yes | Yes | Yes                                                                                                 | Yes                                                                                                 | ?                                  |       |       |       |
| TeraScale 2 (VLIW5) até 68xx | TeraScale 3 (VLIW4) em 69xx |                            |                            |                            |                            |                            |                                          |                                          |                                          |                                          |                                  |                                  |                                  |                                                         |                                                                            |                                                         | | | | | | |                                    |       |       |       |

1. ↑   A série Radeon 100 possui sombreadores de pixel programáveis, mas não é totalmente compatível com DirectX 8 ou Pixel Shader 1.0. Veja o artigo sobre Pixel shaders do R100.
2. ↑  Os cartões baseados em R300, R400 e R500 não são totalmente compatíveis com OpenGL 2+, pois o hardware não oferece suporte a todos os tipos de texturas não-potência de dois (NPOT).
3. ↑  A conformidade com OpenGL 4+ requer suporte a shaders FP64 e estes são emulados em alguns chips TeraScale usando hardware de 32 bits.
4. 1 2 3  O UVD e o VCE foram substituídos pelo Video Core Next (VCN) ASIC na APU Raven Ridge do Vega.
5. ↑  Processamento de vídeo ASIC para técnica de interpolação de taxa de quadros de vídeo. No Windows funciona como um filtro DirectShow no seu player. No Linux, não há suporte por parte dos drivers e/ou da comunidade.
6. 1 2  Para reproduzir conteúdo de vídeo protegido, também é necessário suporte a cartão, sistema operacional, driver e aplicativo. Um monitor HDCP compatível também é necessário para isso. O HDCP é obrigatório para a saída de certos formatos de áudio, colocando restrições adicionais na configuração de multimídia.
7. ↑  Mais monitores podem ser suportados com conexões DisplayPort nativas ou dividindo a resolução máxima entre vários monitores com conversores ativos.
8. 1 2  DRM (Direct Rendering Manager) é um componente do kernel do Linux. AMDgpu é o módulo do kernel do Linux. O suporte nesta tabela refere-se à versão mais atual.

## Drivers de dispositivos gráficos

### Driver de dispositivo gráfico proprietário Catalyst
O AMD Catalyst está sendo desenvolvido para Microsoft Windows e Linux. A partir de julho de 2014, outros sistemas operacionais não são oficialmente suportados. Isso pode ser diferente para a marca AMD FirePro, que é baseada em hardware idêntico, mas apresenta drivers de dispositivos gráficos certificados pela OpenGL.
O AMD Catalyst suporta, é claro, todos os recursos anunciados para a marca Radeon.

### Driver de dispositivo gráfico gratuito e de código aberto "Radeon"
Os drivers gratuitos e de código aberto são desenvolvidos principalmente no Linux e para Linux, mas também foram portados para outros sistemas operacionais. Cada driver é composto por cinco partes:
1. Componente do kernel do Linux DRM
2. Driver KMS do componente do kernel do Linux: basicamente o driver de dispositivo para o controlador de exibição
3. componente de espaço do usuário libDRM
4. componente de espaço do usuário no Mesa 3D;
5. um driver de dispositivo gráfico 2D especial e distinto para o X.Org Server, que finalmente será substituído pelo replaced by Glamor

O driver de kernel gratuito e de código aberto radeon suporta a maioria dos recursos implementados na linha Radeon de GPUs.
O Radeon driver do kernel não é de engenharia reversa, mas baseado na documentação lançada pela AMD. Este driver ainda requer microcódigo proprietário para operar funções DRM e algumas GPUs podem falhar ao iniciar o servidor X se não estiver disponível.

### Driver de dispositivo gráfico gratuito e de código abertoamdgpu
Este novo driver de kernel é diretamente suportado e desenvolvido pela AMD. Ele está disponível em várias distribuições do Linux e também foi portado para alguns outros sistemas operacionais. Apenas GPUs GCN são compatíveis.

### Driver de dispositivo gráfico proprietário AMDGPU-PRO
Este novo driver da AMD ainda estava em desenvolvimento em 2018, mas já podia ser usado em algumas distribuições Linux suportadas (a AMD suporta oficialmente o Ubuntu, RHEL/CentOS). O driver foi portado experimentalmente para o ArchLinux e outras distribuições. O AMDGPU-PRO está configurado para substituir o driver AMD Catalyst anterior e é baseado no amdgpu driver de kernel gratuito e de código aberto. GPUs pré-GCN não são compatíveis.